# Grigorij Rossolimo

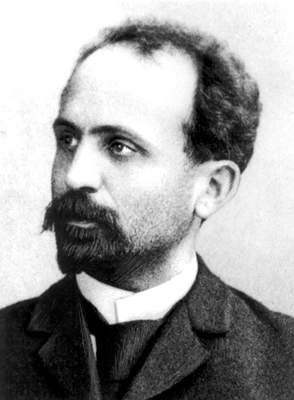
Grigorij Iwanowicz Rossolimo

Grigorij Iwanowicz Rossolimo (ros. Григорий Иванович Россолимо, ur. 5 grudnia?/17 grudnia 1860 w Odessie, zm. 29 września 1928 w Moskwie) – rosyjski lekarz neurolog.

## Życiorys
Jego dziadek był urodzonym w Kefalonii greckim marynarzem, który osiadł w Odessie i założył tam rodzinę. Ojciec Iwan Grigorjewicz Rossolimo (1821-1888). Grigorij Iwanowicz Rossolimo ukończył studia na Wydziale Lekarskim Uniwersytetu Moskiewskiego w 1884 i podjął pracę u Aleksieja Kożewnikowa w klinice chorób nerwowych. Doktoryzował się w 1887 i został docentem w 1889. W następnym roku otrzymał katedrę chorób nerwowych w klinice internistycznej Aleksieja Ostroumowa.
W 1911 był w grupie pracowników naukowych, którzy zrzekli się swoich stanowisk na uczelni w związku z reformami ministra edukacji. Założył wtedy Instytut Psychologii i Neurologii Dziecięcej. W 1917 otrzymał katedrę neuropatologii na I Uniwersytecie Moskiewskim. 17 grudnia 1927 był jednym z przewodniczących (razem z Biechtierewem i Minorem) Pierwszego Wszechzwiązkowego Kongresu Neuropatologów i Psychiatrów, który odbył się w Moskwie. 
Jego żoną była Maria Siergiejewna Arkudinskaja. Mieli córkę Marię (1898–1962).
Zmarł w 1928 roku w Moskwie. Jego mózgowie zbadano w Moskiewskim Instytucie Badań Mózgu; ważyło 1543 g.
Jego przyjacielem był jego kolega ze studiów, Antoni Czechow. Uważa się, że na jego postaci była częściowo wzorowana postać profesora Strawińskiego, kierującego kliniką psychiatryczną bohatera powieści Bułhakowa Mistrz i Małgorzata. W opowiadaniu „Fatalne jaja” profesor Persikow proponującej mu siedmiopokojowe mieszkanie „pociągającej i namiętnej wdowie” radzi leczyć się u profesora Rossolimo.

## Dorobek naukowy
Zajmował się m.in. objawami neurologicznymi. Opisał nowy objaw, znany dziś jako objaw Rossolimo. Był jednym z twórców psychoneurologii dziecięcej.

## Wybrane prace
- Страх и воспитание (1887)
- Zur Physiologie der Schleife (Ein Fall von Gliomatose eines Hinterhorns des Rückenmarks)[11]. (1890)
- Der Analreflex, seine Physiologie und Pathologie. Neurologisches Centralblatt 10, 257-259 (1891)
- Экспериментальный метод при изучении нервных и душевных болезней (1893)
- Zur Symptomatologie und chirurgischen Behandlung einer eigenthümlichen Grosshirncyste[12]. (1894)
- Zur Frage über die multiple Sklerose und Gliose. Nebst einer Bemerkung über die Vascularisationsverhältnisse der Medulla oblongata[13]. (1897)
- Ueber Resultate der Trepanation bei Hirntumoren 1. Cysto-glio-sarcoma. 2. Angioma cavernosum[14]. (1897)
- Ueber Dysphagia amyotactica. Neurologisches Centralblatt 20, 4, 146-151 (1901)
- Recidivierende Facialislahmung bei Migraine. Neurologisches Centralblatt (1901)
- Le réflex profond du gross orteil. Rev Neurol Paris 10, 723–724 (1902)
- Thermoanästhesie und Analgesie als Symptome von Herderkrankung des Hirnstammes[15]. (1903)
- К вопросу о душевных катастрофах в юношеском возрасте (1903)
- План исследования детской души (1906)
- Экспериментально-психологическое исследование больных и учащихся (1909)
- План исследования детской души в здоровом и болезненном состоянии (1909)
- Методика психилогических профилей (1910)
- Общая характеристика Психологических профилей (1910)
- Краткий метод исследования умственной отсталости (1914)
- Психологические профили дефективных детей (1914)
- Психологические профили. Количественное исследование психических процессов в нормальных и патологических состояниях. Методика (1917)
- Данные психопатологии в вопросе о совместном воспитании (1919)
- План исследования детской души (1922)
- Psychotechnik, "Psychologisches Profil" und Konstitution[16]. (1925)
- Неврология и психотехника (1926)
- Mein Zehenreflex[17]. (1927)
- Die experimentell-didaktische Methode im Unterricht der Nervenkrankheiten[18]. (1927)
- Über akute traumato-syphilitische Erkrankungen des Zentralnervensystems[19]. (1929)